# Чангалович, Мирослав
Чангалович Мирослав (3 апреля 1921, Гламоч — Белград, Сербия  ) — сербский певец (бас).

## Биография
Учился пению у З. Зиковой в Белграде. С 1947 солист оперной труппы белградского Национального театра, где сначала пел и баритоновые, и басовые партии, затем став ведущим солистом театра, исполняет главные басовые партии, преимущественно в русских операх. Гастролировал во многих городах стран Европы, Северной и Южной Америки, Японии и др. Неоднократно выступал в СССР с 1955 года. Участвовал в международных фестивалях и конкурсах.

## Творчество
Чангалович участвовал в качестве ведущего солиста в исполнении опер и ораторий композиторов Югославии. Часто выступал в концертах с исполнением арий национальных, классических и современных западно-европейских опер, а также романсов и песен. Обладал сильным гибким голосом красивого тембра, сочетал высокую вокальную технику со сценическим мастерством (уделяя особое внимание мимике и жесту) и глубинной интерпретации.